# Shamrock Park
Shamrock Park – stadion piłkarski w Portadown w Irlandii Północnej,  na którym swoje mecze rozgrywa zespół Portadown F.C. Posiada 5732 miejsca.
Na stadionie znajdują się trzy trybuny:
- Main Stand
- MET Stand
- South Stand